# Schulfest
Ein Schulfest ist ein Fest, das im Gebäude und auf dem Gelände einer Schule stattfindet und zu dem aktuelle und oft auch ehemalige Schüler, ihre Familien und Lehrer eingeladen werden. Zu den Programmpunkten solcher Feste gehören oft sportliche Wettkämpfe, eigens eingeübte sportliche oder kulturelle Darbietungen, Ausstellungen zur Präsentation von Unterrichts- und Projektergebnissen und von Werken aus dem schulischen Kunst- und Werkunterricht, Tombolas, Flohmärkte und gastronomische Angebote. Einige Schulen feiern solche Schulfeste jährlich zu einem bestimmten Zeitpunkt, oft gegen Ende des Schuljahrs. Anlass kann auch ein Jubiläum sein.
Einige traditionelle Volksfeste im deutschsprachigen Raum haben sich aus Schulfesten entwickelt. Oft sind sie aus Bräuchen entstanden, die zum Beginn oder zum Ende eines Schuljahrs begangen wurden und werden, etwa aus Preisverleihungen für die besten Schüler oder Wandertagen. Zu diesen traditionellen Schulfesten gehören z. B. die Kinderzeche in Dinkelsbühl, das Biberacher Schützenfest, das Rutenfest Ravensburg, das Memminger Kinderfest, das Schul- und Heimatfest in Jessen, die Solennität in Burgdorf (Kanton Bern), das St. Galler Kinderfest und das Schulfest in Olten.